# Pittsboro (Carolina del Nord)
Pittsboro és una població dels Estats Units seu del comtat de Chatham, a l'estat de Carolina del Nord. Segons el cens del 2000 tenia 2.226 habitants.

## Demografia
Segons el cens del 2000, Pittsboro tenia 2.226 habitants, 855 habitatges i 535 famílies. La densitat de població era de 255,8 habitants per km².
Dels 855 habitatges en un 29% hi vivien nens de menys de 18 anys, en un 40,9% hi vivien parelles casades, en un 18,7% dones solteres, i en un 37,4% no eren unitats familiars. En el 32,3% dels habitatges hi vivien persones soles el 12,7% de les quals corresponia a persones de 65 anys o més que vivien soles. El nombre mitjà de persones vivint en cada habitatge era de 2,34 i el nombre mitjà de persones que vivien en cada família era de 2,97.
Per edats la població es repartia de la següent manera: un 22,9% tenia menys de 18 anys, un 7,3% entre 18 i 24, un 28,7% entre 25 i 44, un 19,6% de 45 a 60 i un 21,5% 65 anys o més.
L'edat mediana era de 39 anys. Per cada 100 dones de 18 o més anys hi havia 75 homes.
La renda mediana per habitatge era de 35.800 $ i la renda mediana per família de 42.391 $. Els homes tenien una renda mediana de 29.500 $ mentre que les dones 26.719 $. La renda per capita de la població era de 16.863 $. Entorn del 19,2% de les famílies i el 18,3% de la població estaven per davall del llindar de pobresa.

## Poblacions més properes
El següent diagrama mostra les poblacions més properes.
La petita localitat de Bynum es troba a 8 km al sud de Pittsboro.